# Thomas Christopher Collins
Thomas Christopher Collins (Guelph, 1947. január 16. –) kanadai római katolikus pap, a Torontói főegyházmegye nyugalmazott érseke, bíboros. 1997 és 1999 között az albertai Saint Paul püspöke, 1999 és 2006 között pedig Edmonton érseke volt.

## A kezdetek, tanulmányai
Collins Guelphben, Ontario államban született, George Collins, a The Guelph Mercury terjesztési igazgatójának és Juliana Keen, jogi titkár fiaként. Két idősebb nővére van. Gyermekkén ministrált a Szeplőtelen Szűz-bazilikában. A Szent Stanislaw Általános Iskolába és a Bishop Macdonell Középiskolába járt, ahol egyik angoltanára inspirálta, hogy a papsághoz csatlakozzon.
Miután 1969-ben a Waterloo-i Szent Jeromos Főiskolán angol szakon bölcsész alapdiplomát szerzett, 1972. május 14-én szentelték diakónussá. 1973-ban a Nyugat-Ontarioi Egyetemen szerzett angol szakos bölcsészdiplomát, majd a londoni Szent Péter Szemináriumban teológiai alapdiplomát.

## Papság
Collins-t 1973. május 5-én szentelte a Hamiltoni egyházmegye papjává Paul Reding püspök. Ezután segédlelkészként szolgált a burlingtoni Szent Rózsafüzér plébánián és a Krisztus Király Székesegyházban, valamint angoltanárként és káplánként a Cathedral Boys’ High Schoolban. Tanulmányait Rómában folytatta, a Pápai Biblikus Intézetben, ahol 1978-ban szentírástani licenciátust szerzett.
Miután 1978-ban visszatért Ontarióba, Collins a King’s College-ban angol nyelvtanárként, majd a Szent Péter Szemináriumban szentírástan oktatóként dolgozott, ahol később spirituális (1981) és a szentírástan docense (1985) lett. Visszatérve Rómába, 1986-ban teológiából doktorált a Gregoriana Pápai Egyetemen, doktori disszertációjának címe: „A Jelenések Könyve 22,6-21 mint az erkölcsi tanítás és buzdítás fókuszpontja az apokalipszisben.”
Miután 1989-ben a Discover the Bible segédszerkesztője lett, Collins 1992-ben visszatért a Szent Péter Szemináriumba, mint teológiai dékán és rektorhelyettes. 1995 és 1997 között pedig az intézmény rektora volt.

## Püspöki szolgálat

### Saint Paul-i egyházmegye, Alberta
1997. március 25-én II. János Pál pápa kinevezte a Saint Paul-i egyházmegye koadjutor püspökévé. Május 14-én szentelte püspökké Anthony Tonnos püspök, Raymond Roy és John Sherlock püspökök társszentelésével a Krisztus Király Székesegyházban. Püspöki jelmondatául a következőt választotta: „Deum Adora”, azaz „Imádd Istent” (Jel 22,9).
Collins Roy püspök utódja lett a Saint Paul-i egyházmegye ötödik püspökeként, miután 1997. június 30-án nyugdíjba vonult. Ugyanebben az évben tagja lett a Kanadai Katolikus Püspöki Konferencia (CCCB) Nemzeti Teológiai Bizottságának.

### Edmontoni főegyházmegye
Collinst 1999. február 18-án az Edmontoni főegyházmegye koadjutor érsekévé, majd június 7-én Joseph MacNeil érsek utódjává, Edmonton hatodik érsekévé nevezték ki. Az Albertai Püspöki Konferencia elnökeként szolgált.
Edmontonban Collins kezdeményezte a havi lectio divina foglalkozásokat a Szent József székesegyházi bazilikában. Emellett létrehozta a Szent Benedek kápolnát az edmontoni City Centre Mall egyik üresen álló üzletében, hogy a belvárosi vásárlók és irodai dolgozók számára végezzen szolgálatot.
A CCCB-n belül a Nemzeti Teológiai Bizottság elnöke (1999-2001) és a Keresztény Egység Nemzeti Bizottság elnöke (2001-2003) volt. Tagja volt a 2002-es Torontóban megrendezett Ifjúsági Világtalálkozó szervezőbizottságának is. 1999 és 2007 között az Albertai Katolikus Püspöki Konferencia elnöke volt. Az Edmontoni főegyházmegye ordináriusaként végzett feladatai mellett 2001. március 16-tól szeptember 8-ig a Saint Paul-i egyházmegye apostoli kormányzója volt.

### Torontói főegyházmegye
Collinst 2006. december 16-án nevezte ki XVI. Benedek pápa a Torontói főegyházmegye tizedik érsekévé. 2007. január 30-án iktatták be a Szent Mihály székesegyházban Aloysius Matthew Ambrozic utódjaként. A Szent Mihály Főiskola és a torontói Középkori Tanulmányok Pápai Intézetének kancellárja volt. Erősen részt vesz az életvédő mozgalomban. Collinst 2008-ban az Ontariói Katolikus Püspöki Konferencia elnökévé választották. Collins volt az írországi Casheli főegyházmegye apostoli vizitátora a Ryan- és Murphy-jelentések 2009-es közzétételét követően.
Collins a Tömegkommunikáció Pápai Tanácsának tagja volt. Emellett a Hittani Kongregáció delegátusa volt az Anglicanorum Coetibus (a katolikus egyházzal teljes közösségbe lépő anglikánok személyes ordinariátusát előíró) ügyben.
A 2012. február 18-i konzisztóriumon bíborossá kreálták és a San Patrizio templomot jelölték ki címtemplomául. A Római Kúriában betöltött egyéb feladatai mellett Colins a Tanulmányi Intézetek Katolikus Nevelésügyi Kongregációja tagjává nevezték ki.
Egyike volt azoknak a választó bíborosoknak, akik részt vettek a Ferenc pápát megválasztó 2013-as konklávén.
2023. február 11-én Ferenc pápa elfogadta lemondását torontói érseki tisztségéről. Collins 80 éves koráig szavazásra jogosultként részt vehet egy pápai konklávén. Utódját, Frank Leót Ferenc pápa 2024 decemberében bíborossá kreálja. Amint ez megtörténik, akkor egy püspöki székben egyszerre két szavazó bíboros lenne. Ilyen helyzet valószínűleg már előfordult korábban is (hiszen a pápa e tekintetben szabadon dönthet), de általában kerülni szokták, hogy két választásra jogosult bíboros legyen ugyanabból az egyházmegyéből.